# 셰후 샤가리
셰후 우스만 알리유 샤가리(영어: Shehu Usman Aliyu Shagari, 1925년 2월 25일~2018년 12월 28일)는 1979년 올루세군 오바산조 장군이 권력을 이양하면서 나이지리아 제2공화국이 탄생한 이후 처음으로 민주적으로 선출된 나이지리아의 대통령이었다.
정치 경험이 많은 그는 1951년 정계에 입문하기 전에 잠시 교사로 일했고 1954년 하원의원으로 선출되었다. 1958년 나이지리아의 독립을 통해 여러 차례에 걸쳐 그는 연방 집행관이나 연방 장관으로 장관직을 수행했다.

## 어린 시절
셰후 샤가리는 1925년 2월 25일 샤가리에서 수니파 이슬람교도 풀라인 가문의 아들로 태어났다. 샤가리는 그의 증조부 아마두 루파이에 의해 설립되었다. 그는 일부다처제 가정에서 자랐으며, 그 집안에서 여섯 번째로 태어났다. 그의 아버지 알리유 샤가리는 마가진 샤가리였다. 마가진 샤가리가 되기 전에 알리유는 농부, 상인, 목동이었다. 그러나 지배자들이 사업에 참여하는 것을 막는 전통적인 의식 때문에, 알리유는 마가지가 되면서 그의 무역 이익의 일부를 포기했다. 알리유는 셰후가 태어난 지 5년 만에 죽었고, 셰후의 형 벨로는 잠시 아버지의 망토를 물려받았다.
샤가리는 쿠란 학교에서 교육을 시작했으며 1931년부터 1935년까지 야보 초등학교에 다녔다. 1936년부터 1940년까지 소코토에서 중학교를 다녔고 1941년부터 1944년까지 바레와 대학에 다녔다. 1944년에서 1952년 사이에 샤가리는 나이지리아 카두나와 자리아에 있는 교사 훈련 대학에 입학하였다. 1953년부터 1958년까지, 샤가리는 소코토에서 초빙 교사로 일했다. 1954년부터 1958년까지 연방 장학금 위원회의 위원이기도 했다.

## 대통령직

### 경제
석유 붐이 일어나는 동안, 샤가리는 농업, 산업, 주택, 교통을 그의 행정부의 주요 경제 목표로 삼았다.

#### 주택
주택 건설에 있어서 샤가리는 20만 호를 목표로 하고 있었지만 1983년 6월까지 단지 3만 호(3만 2천 호)만 완공되었다. 단점에도 불구하고 나이지리아가 지금까지 본 공공주택 프로젝트 중 최대 규모다.

### 금융
1981년부터 시작된 유가 하락은 나이지리아 정부의 재정에 영향을 미쳤다. 샤가리는 위기가 진행되면서 IMF와 세계은행의 구조적 조정을 받아들이는 것을 거부했고, 1970년대 이전의 최고점에서 온 경착륙으로부터 나라를 보호하고 경제를 긍정적인 성장으로 이끄는 데 도움을 주는 경제 안정화 프로그램을 시작했다. 이 프로그램의 주요 목적은 수입 허가 제한, 정부 지출 감소, 관세 인상이었다. 그러나 안정화 프로그램의 결과는 미미했다.

## 대통령직 후

### 제2공화국 말기
샤가리는 1983년 4년 임기의 두 번째 임기에 출마하여 총선에 당선되었다가 1983년 12월 31일 모하마두 부하리 장군에 의해 전복되어 체포되었다.

### 사망
2018년 12월 28일 오후 6시 30분경 아부자 국립병원에서 짧은 투병 끝에 사망했다. 그의 손자 벨로 발라 샤가리와 아미누 탐부왈 주지사가 사망 당시 비슷한 트윗을 통해 이를 확인했다.

## 같이 보기
- 소코토